# Zsitomiri terület
A Zsitomiri terület (Житомирська область) Ukrajna egyik megyei szintű közigazgatási egysége az ország északi részén. Székhelye Zsitomir. Területe közel 30 ezer km², népessége 2015-ben 1 249 225 fő volt. Keleten a Kijevi, délen a Vinnicjai, délnyugaton a Hmelnickiji, nyugaton a Rivnei területekkel, északon pedig Belorusszia Homeli területével határos.

## Földrajz
A Zsitomiri terület 29 837 km²-e alapvetően síkság, amely enyhén észak-északkelet felé lejt (250–280 m tengerszint feletti magasságtól 150 m-ig). A terület nagyobbik, déli része a Dnyepermelléki- és a Podóliai-hátság között terül el.  Északon fekszik a Szlovecsanszk-Ovrucki dombság, itt található a terület legmagasabb, 316 méteres pontja. 2007-ben a területnek 750 hektárnyi erdeje volt.
A Zsitomiri területen összesen 221 kisebb-nagyobb folyó található: valamennyi a Dnyeper vízgyűjtő területéhez tartozik. Összesített hosszuk eléri az 5366 km-t. A legnagyobb folyók: Teteriv (247 km), Szlucs (194 km), Irpiny (174 km), Uzs (159 km), Irsa (136 km). 

## Történelem
Az ember legrégebbi, 100 ezeréves nyomaira a Teteriv folyó mentén bukkantak. A Zsitomiri területen több helyen találtak a neolitikus cucuteni kultúrához tartozó leleteket. Az 5-7 században települtek be a keleti szlávok: északra a drevljánok, a középső és déli régióba pedig a poljánok. A 9. században már nagyobb városok is léteztek, amelyek jelentős kereskedelmet bonyolítottak: Ovrucs és Koroszteny. A kora középkorban a terület a Kijevi Ruszhoz tartozott, majd annak bukása után a 13. században a mongolok hódították meg. 1350-1360 körül a litvánok foglalták el az Arany Hordától. A mai Zsitomiri terület nyugati része ekkor a Volhíniai-, a keleti pedig a Kijevi fejedelemséghez tartozott. A lublini unió (1569) után az ukrán földek Litvániától átkerültek Lengyelországhoz és a fejedelemségeket átszervezték vajdaságokká. A lengyel-litván unió felosztása után Zsitomir az Orosz Birodalom, azon belül pedig nagyrészt a Volhíniai, kisebb részben a Kijevi kormányzóság része lett. 1804-ben Zsitomir lett a Volhíniai kormányzóság székhelye. A 19. század jelentős fejlődése ellenére, Zsitomir gazdaságilag elmaradott vidéknek számított. Mai formájában a Zsitomiri terület 1937. szeptember 22-én jött létre. A második világháborúban a németek a terület jelentős zsidó lakosságát szinte teljes egészében kiirtották. A világháború után itt zajlott az Ukrán Felkelő Hadsereg egyik utolsó, elkeseredett csatája az NKVD erőivel.

## Közigazgatási beosztás

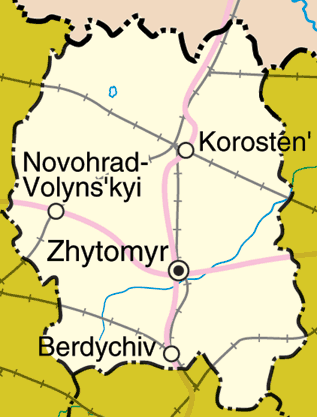
A Zsitomiri terület főbb közlekedési útvonalai

A Zsitomiri terület székhelye Zsitomir városa. A terület 5 megyei jogú városra (Zsitomir, Berdicsiv, Koroszteny, Malin, Novohrad-Volinszkij), 7 járási jogú városra és 23 járásra oszlik:
- Andrusivkai járás (székhelye Andrusivka)
- Baranyivkai járás
- Berdicsivi járás
- Bruszilivi járás
- Csernyahivi járás
- Csudnyivi járás
- Jemilcsinei járás
- Horosivi járás
- Korosztenyi járás
- Korosztisivi járás
- Luhinyi járás
- Ljubari járás
- Malini járás
- Narogyicsi járás
- Novohrad-Volinszkiji járás
- Ovrucsi járás
- Olevszki járás
- Popilnyai járás
- Pulinyi járás
- Radomisli járás
- Romanyivi járás
- Ruzsini járás
- Zsitomiri járás

A területen összesen 55 város (ebből 12 tényleges város és 43 városi jellegű település) és 1613 falu található.

## Népesség
A 2014-es állapot szerint a Zsitomiri területnek 1 millió 262 ezer lakosa volt (Ukrajna teljes lakosságának 2,9%-a), ebből 739,7 ezren városban, 522,8 ezren falun éltek. 2001-ben a lakosok közül 1 254 855 (90,32%) volt ukrán, 68 851 (4,96%) orosz, 49 046 (3,53%) lengyel. 0,35% mondta magát belorusznak, 0,19% zsidónak, 0,10% pedig moldávnak.

## Gazdaság
A terület ásványi kincsei elsősorban az építőiparban használatos homok, agyag, csillámpala, gránit, gabbró és labradorit. Kisebb mennyiségben bányásznak titán-dioxidot, vanádiumot, szkandiumot, hafniumot, berillt, topázt és kvarcot is. A gazdaság fontosabb ágazatai a mezőgazdaság és élelmiszeripar, a gépgyártás, vegyipar, bányaipar, építőipar, papírgyártás, fafeldolgozás. 

## Látnivalók

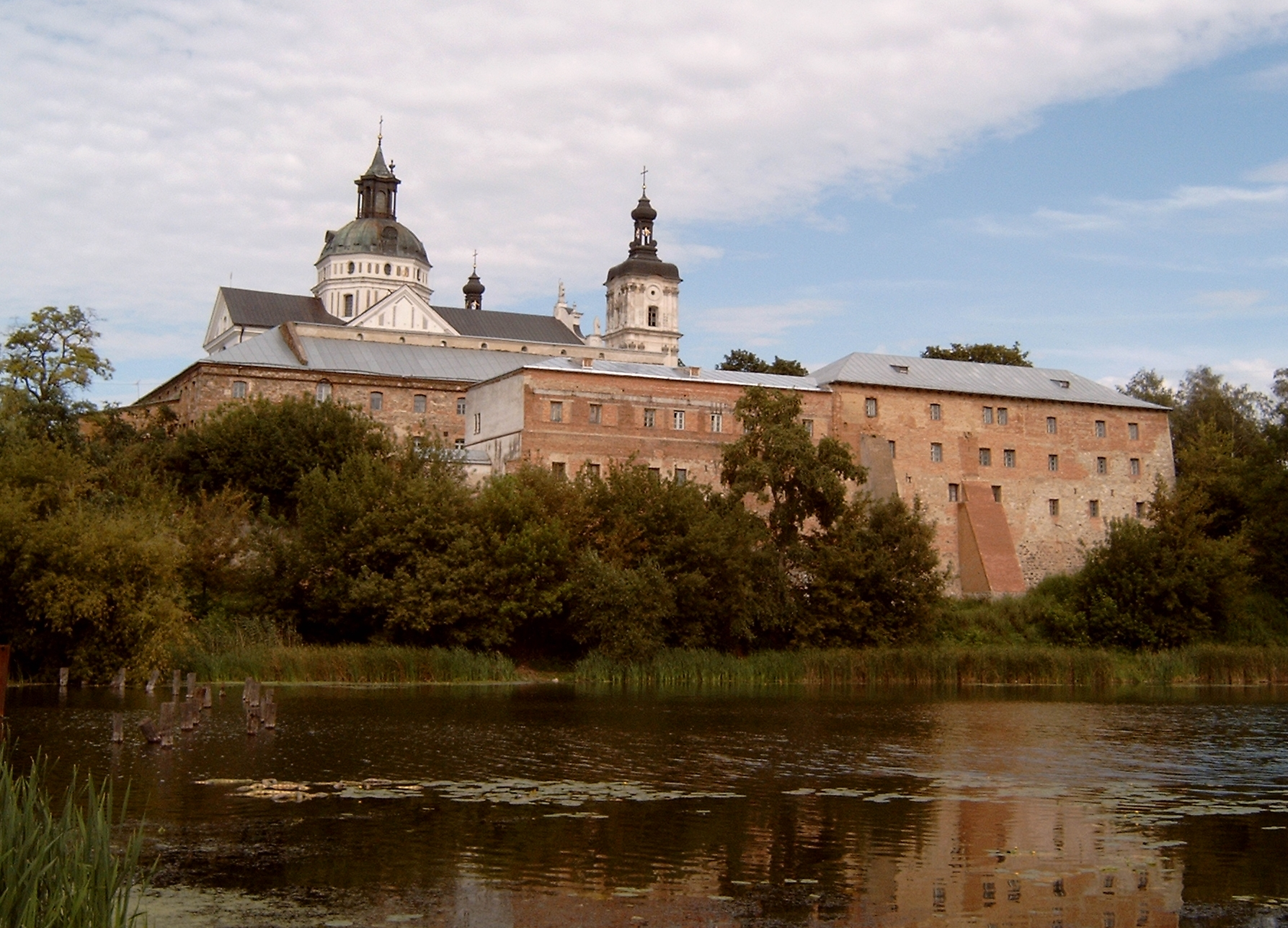
Berdicsivi karmelita kolostor
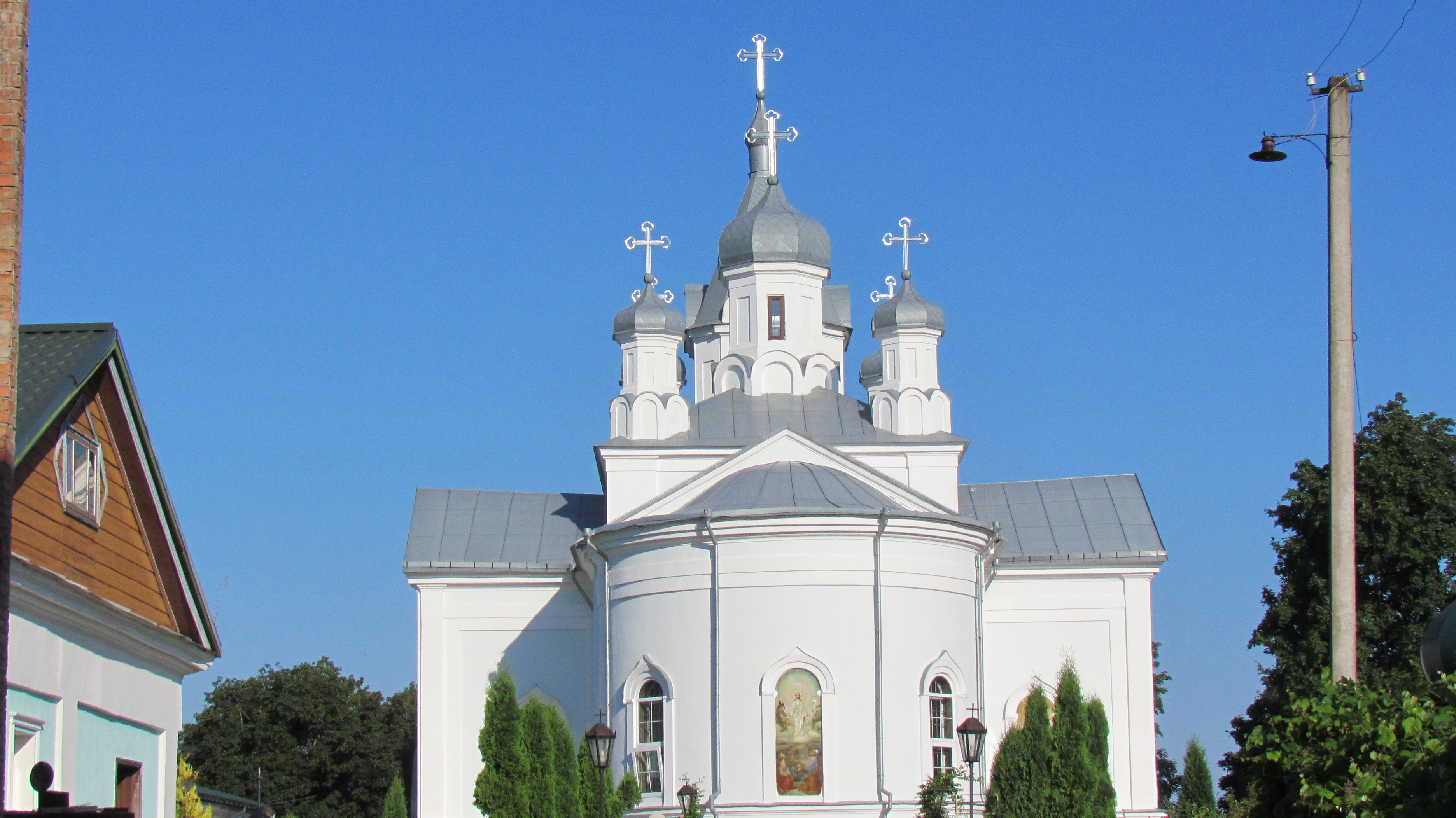
Trihirjai kolostor
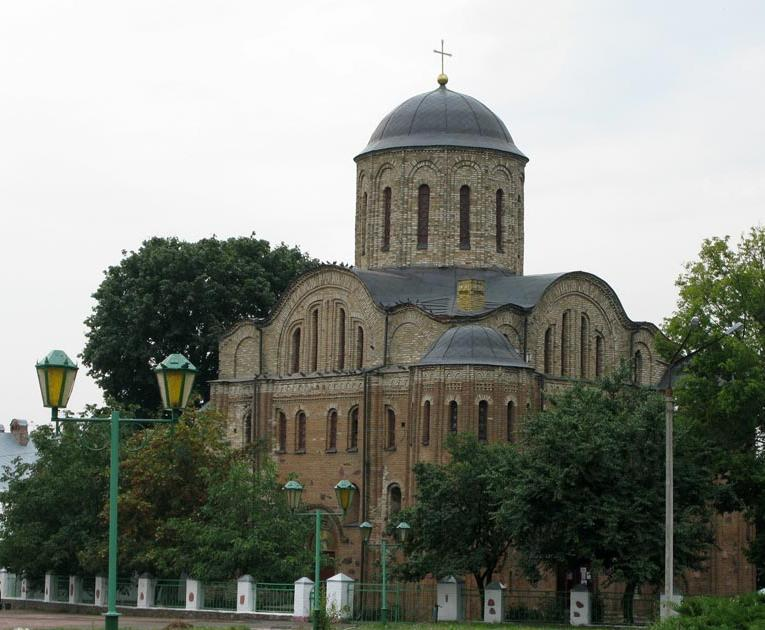
Ovrucsi Szt. Vaszilij-templom
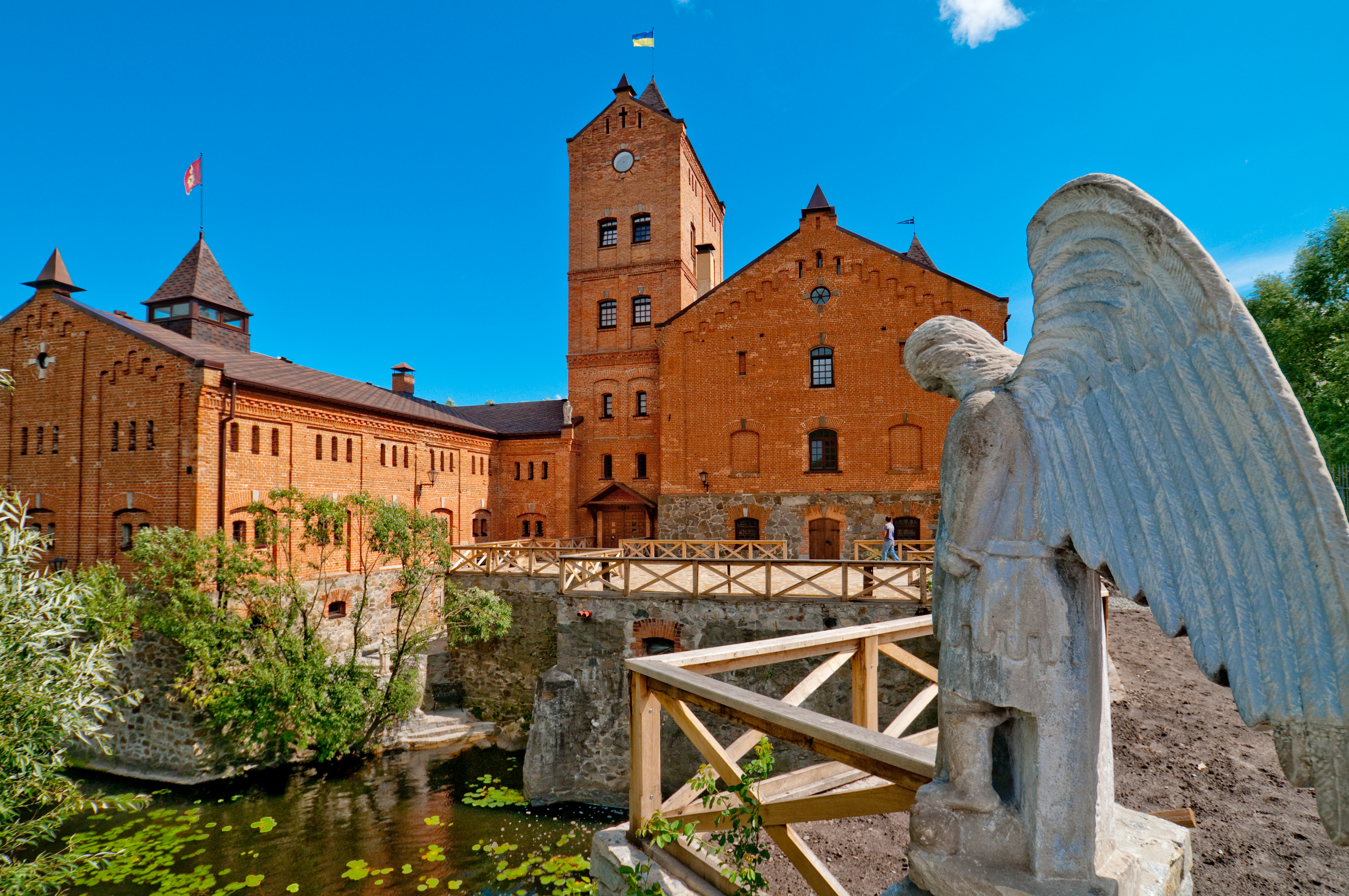
"Radomisli vár" (átépített 19. századi malom)

## Fordítás
- Ez a szócikk részben vagy egészben  a(z)   Житомирська область című ukrán Wikipédia-szócikk ezen változatának fordításán alapul.  Az eredeti cikk szerkesztőit annak laptörténete sorolja fel. Ez a jelzés csupán a megfogalmazás eredetét és a szerzői jogokat jelzi, nem szolgál a cikkben szereplő információk forrásmegjelöléseként.